# 通勤五方面作戰
通勤五方面作戰是日本國鐵在1960年代中期至1980年代初期，針對首都圈內轄下的通勤鐵路路線（國電），為了增加路線輸送量以及減輕車廂定員額而施行的大規模改善計劃。又稱為「五方面作戰」或「東京五方面作戰」。

## 五方面作戰的背景與計劃
二次大戰後是日本的高速成長期。由於東京都附近地區人煙稠密，當時工作地點大都位於東京市中心，導致來往東京市中心和近郊地區的通勤鐵路線在繁忙時間都異常擠擁。這種混亂情況被稱為「通勤地獄」。
根據國鐵於1960年所進行的調查，繁忙時間乘車率最高的五條路線分別為：總武本線：312%；東北本線：307%；山手線：299%；中央線快速：279%和常磐線：247%。
為了增加列車班次及改善這些路線的服務品質，營運這些路線的日本國鐵將原有的72系電力動車組和客車更換為101系、113系等當時最先進的電力動車組。但這並未能解決最根本的問題——現有路線的列車排點並不能提供足夠輸送力應付當時的交通需求。要解決這個問題，最有效的方法是增加前述繁忙路線的路軌數目，以增加同一時間行駛的列車數目。
而按當時日本國鐵的路線圖，通勤鐵路線從東京市中心為中心，以五個方向呈放射狀向近郊地區伸延。這些路線包括（從西面開始按順時針方向排列）：東海道本線、橫須賀線、中央本線、高崎線、東北本線、常磐線和總武本線。因此，將這些路線雙複線化，就是解決前述根本問題的最有效方法。也因此，這個計畫就被稱為「通勤五方面作戰」。

## 增強輸送力的方法

### 東海道線、横須賀線

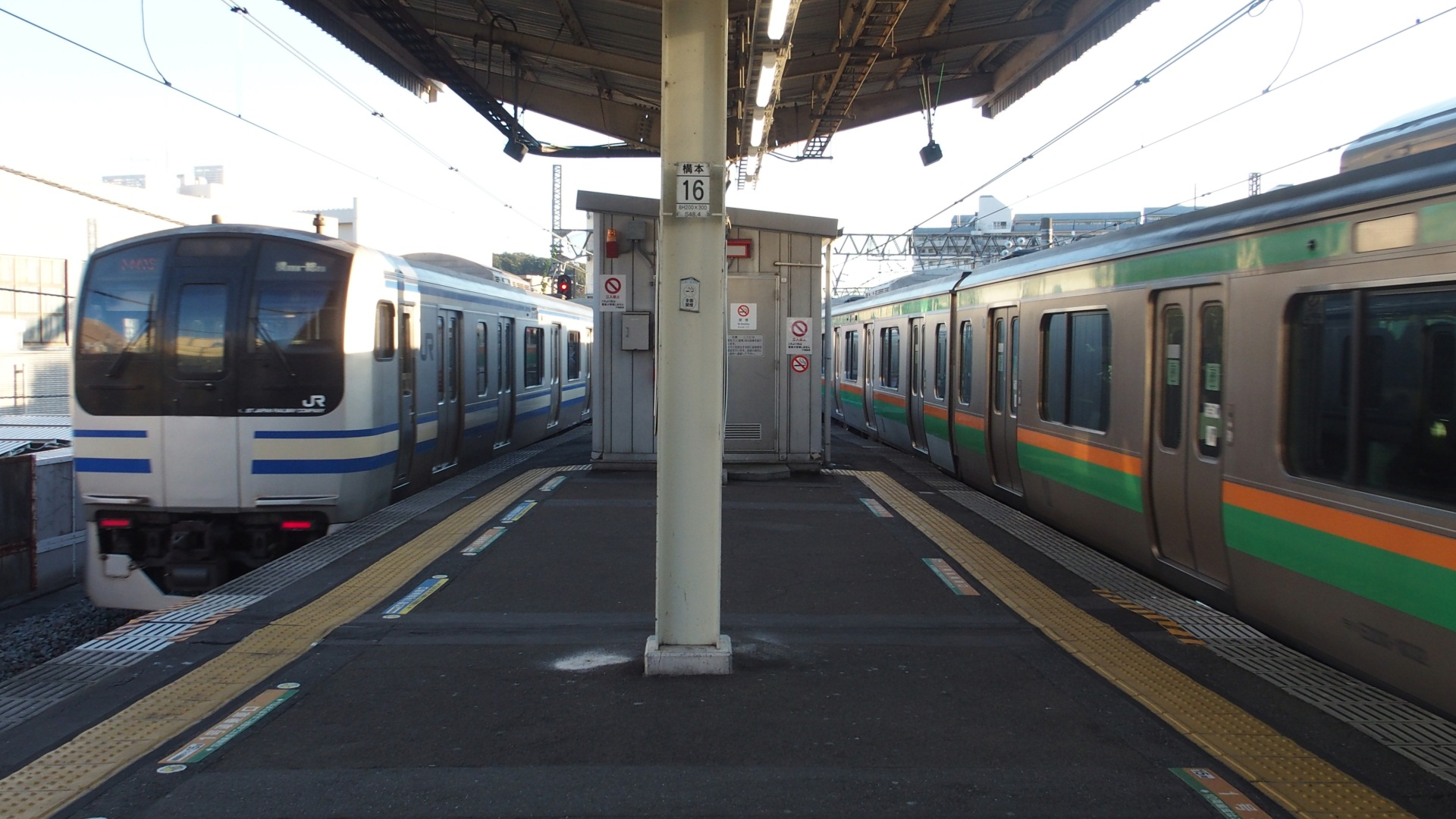
右：東海道本線
左：横須賀線
（攝於戶塚站）

當時東海道線與橫須賀線的列車共用東京至大船路段的東海道本線列車線，形成一個瓶頸，難以增加班次。
而解決方法是把兩條路線分拆，俗稱為「SM分離」（S和M是兩條路線列車的班次編號的末尾英文字）的方案。把橫須賀線列車遷移至和客運線平行的東海道貨物線（即品鶴線），而貨運列車則使用新建的貨運線。為了配合這個計畫，日本國鐵為橫須賀線興建東京至品川的地下路段，並開始與總武線快速相互直通運行。所有工程於1980年（昭和55年）10月完工。

### 中央本線

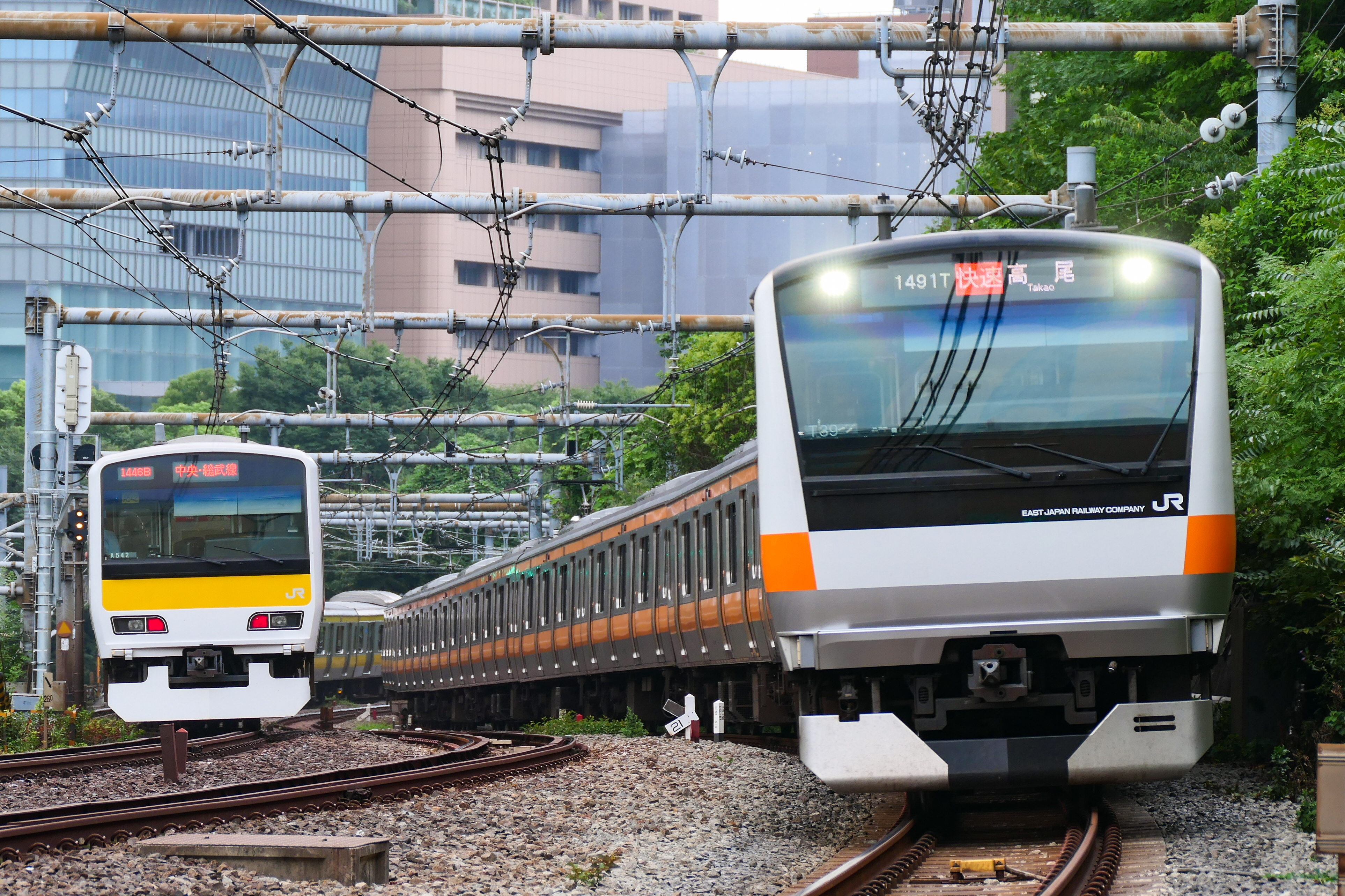
右：中央線快速
左：中央、總武緩行線

對於中央本線系統，則需完成兩項工程。首先是把原有的四線路段（御茶之水至中野）向西延伸至三鷹站，然後再進一步延伸至立川站，以便把快速線部分乘客分流至緩行線。另一項則是把緩行線在中野站與營團地下鐵（現時的東京地下鐵）東西線連接，以便開始相互直通運行。
當中野至荻窪的四線化工程於1966年（昭和41年）完成後，緩行線開始與東西線直通運行。及至1969年（昭和44年），首階段（中野至三鷹）高架化及四線化工程完成，但三鷹至立川段的高架化工程的計劃則到2012年才完成，卻未有四線化。

### 東北本線、高崎線

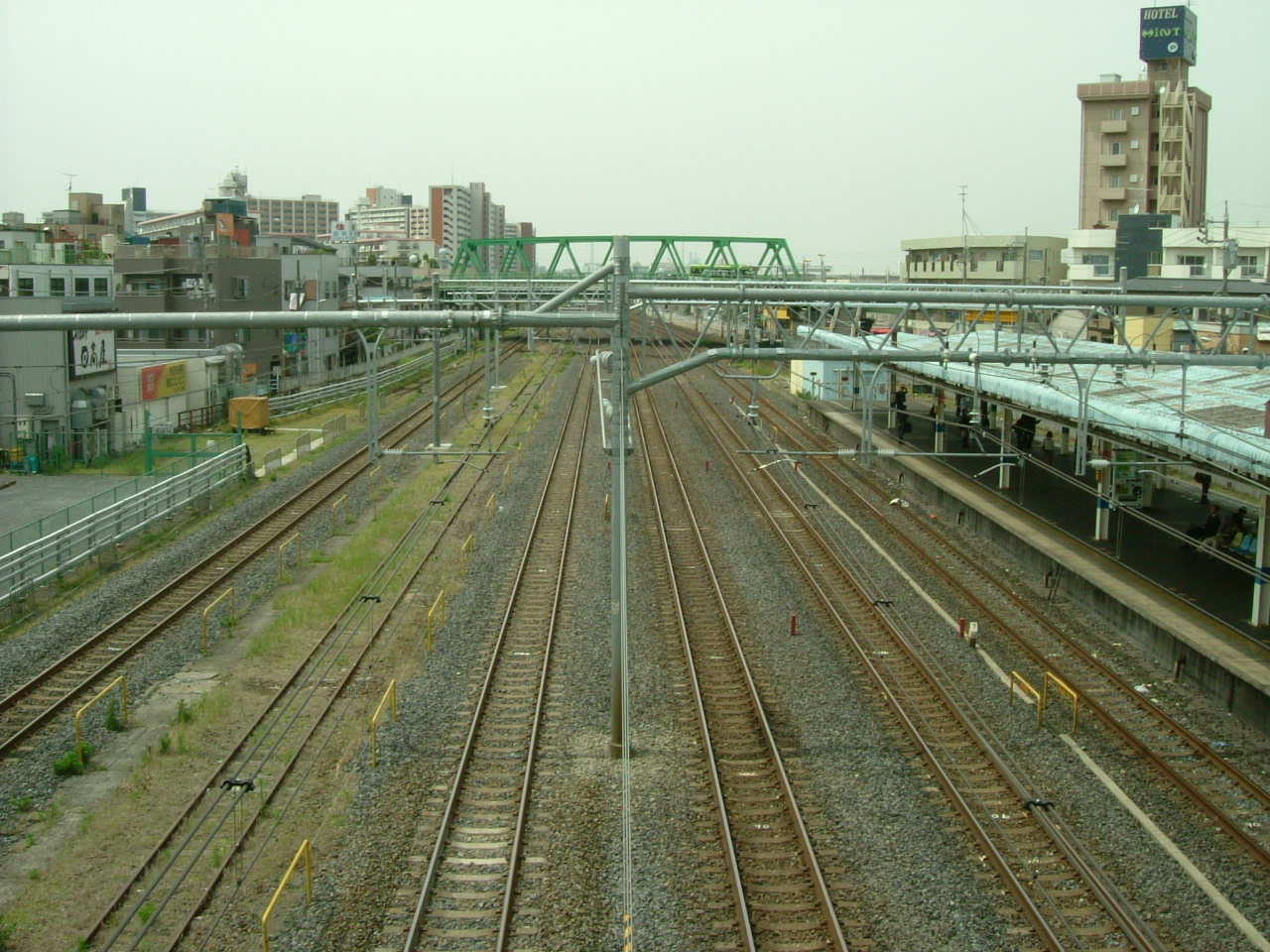
蕨站的三複線
左2線：貨物線（湘南新宿線）
中央2線：列車線（宇都宮線）
右2線：電車線（京濱東北線）

提升東北本線和高崎線系統輸送力的方法和東海道線、横須賀線系統相同，重點是把中距離列車（東北本線列車線和高崎線）班次和各站停車電車（京濱東北線）班次共用的路段（東北本線赤羽至大宮段）增設電車線複線軌道，和列車線軌道分離，形成三複線路段，工程於1968年（昭和43年）10月完成。
另外，後來興建的埼京線、湘南新宿線和上野東京線也紓緩了東北本線的人流。

### 常磐線

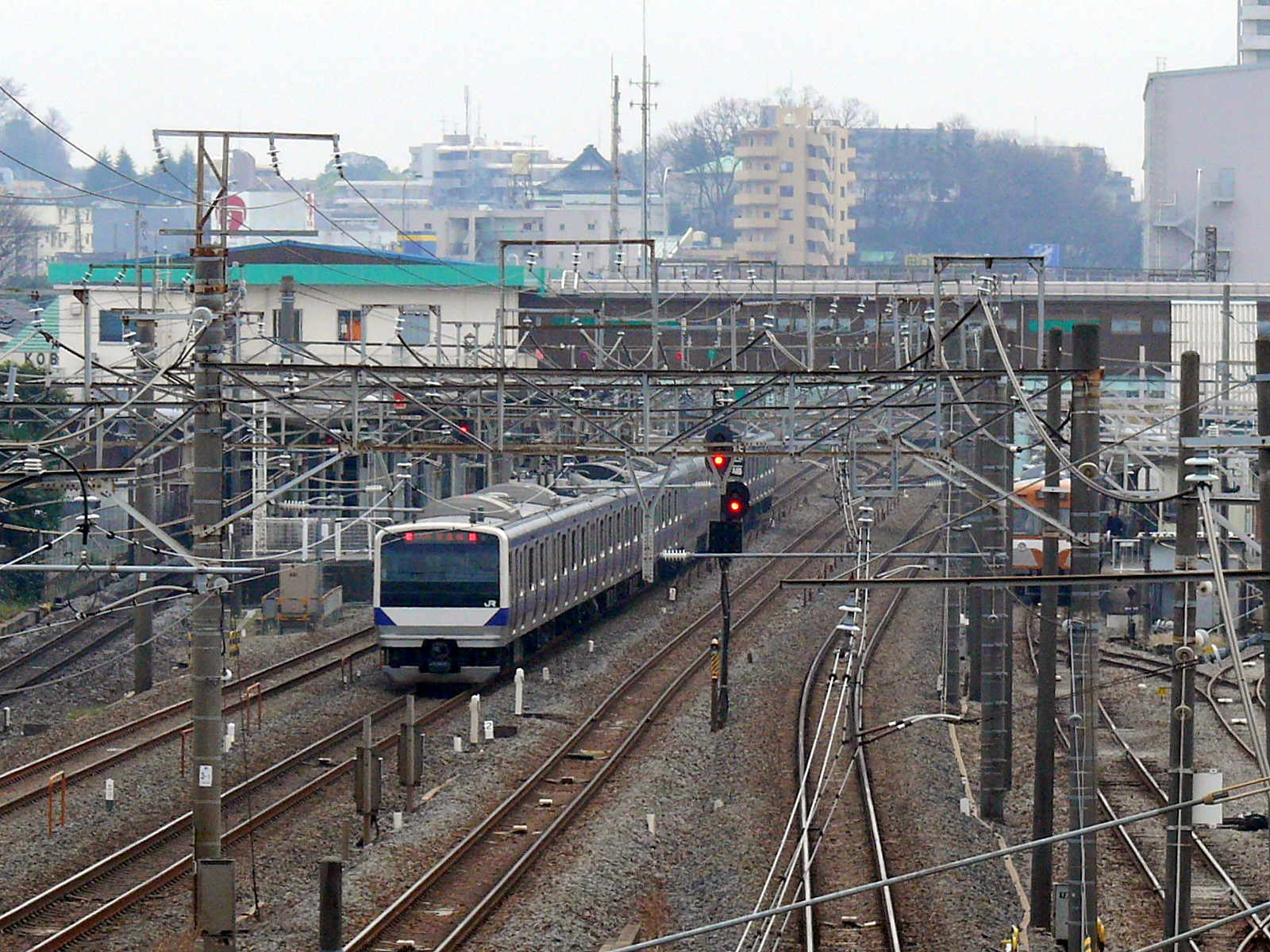
馬橋站的雙複線
左1、2線：常磐緩行線，遠處可見月台
左3、5線：常磐快速線，該站僅設通過線

常磐線方面，和其他擁有中距離列車班次的路線一樣，需要把中距離列車、普通列車、快速電車與緩行線各站停車電車分離。這方面的重點是把北千住至取手段四線化。另外，緩行線方面則會興建和營團地下鐵千代田線連接的路段（北千住－綾瀨），然後開始相互直通運行。
首先開始的是千代田線相互直通運行的服務，於1971年（昭和46年）4月四線化工程完成至我孫子時開始。初期直通運行路段只到霞關站，直到1982年（昭和57年）11月四線化完成，緩行線（綾瀨至取手）全線開業後才開始全面相互直通運行。由於列車終點站和以往的列車不相同，加上涉及国铁与營團两家公司服务所需的总車費較昂貴，因此初期曾因為容易誤乘列車而引發社會問題，如今仍然受此影响而多次遭到沿线居民（特别是换乘最为不便、车费无故畸高的龟有、金町两站附近居民）抗议乃至提诉。

### 總武線

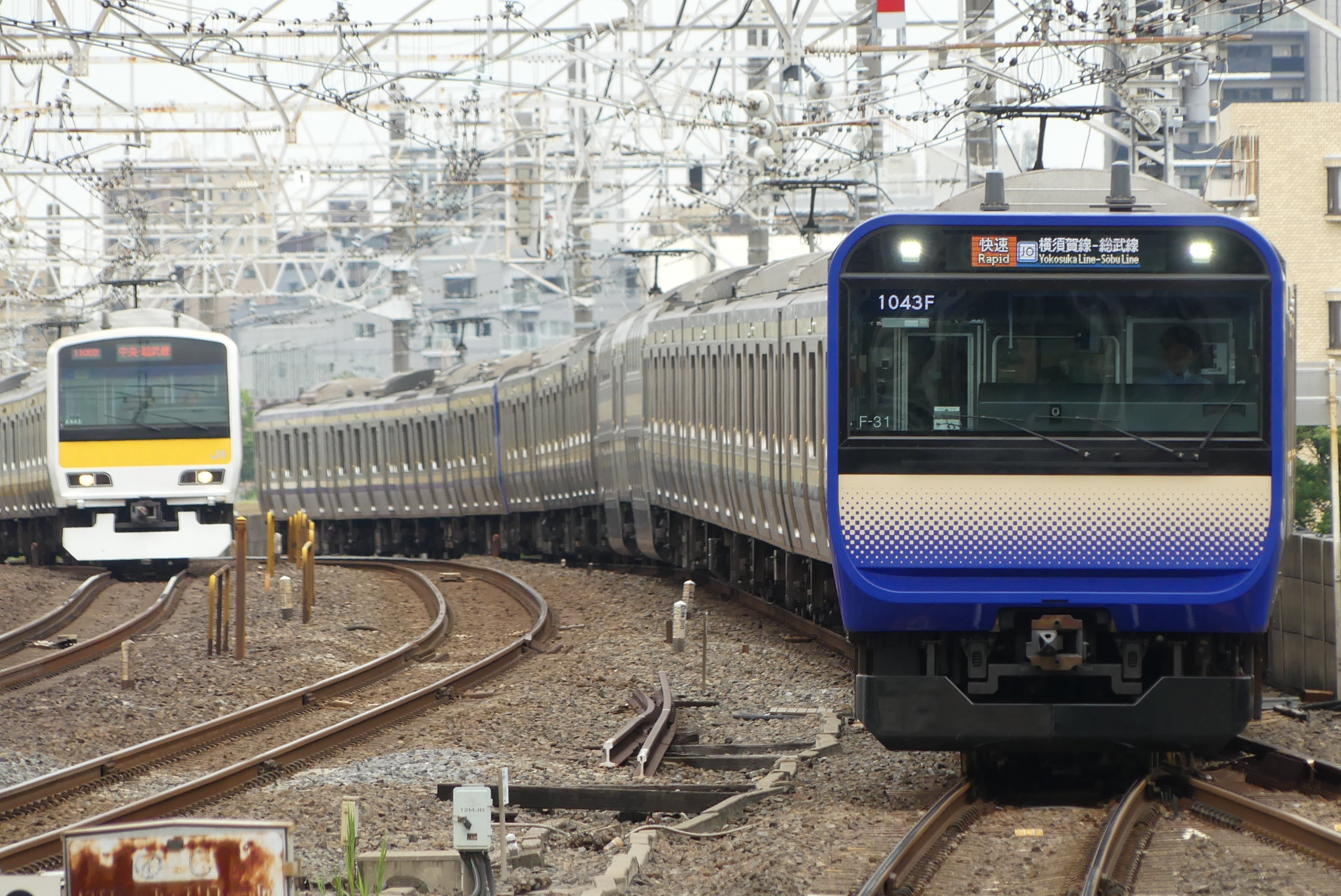
左：中央・總武緩行線
右：橫須賀・總武快速線
（攝於市川站）

總武線提升輸送力的措施大部分與其他需提升輸送力的路線有關係。第一項是緩行線與東西線連接的工程，工程於1969年完成，自此東西線經西船橋站直通運行。第二項是把快速列車自緩行線分離的工程，為此日本國鐵把錦糸町至千葉一段四線化，另外興建錦糸町至東京的地下路段，與橫須賀線直通運行。其中東京至津田沼路段於1972年（昭和47年）7月完成，餘下路段則於1981年（昭和56年）10月完成。
總武線四線化後民眾的反應和前述常磐線的問題大不相同。由於四線化後乘客可以利用快速列車經東京站換乘其他列車，不須像從前一樣經秋葉原站換乘，因此獲得沿線居民的讚賞。

## 後續情況
在2003年再次進行的路線乘車率調查。以下為高峰期乘車率最高的五條路線：
1. 京濱東北線（東海道本線、東北本線的電車線）──225%
2. 中央快速線──218%
3. 中央、總武緩行線──211%
4. 東海道本線（列車線）──204%
5. 常磐緩行線──200%

以上數據顯示通勤五方面作戰獲得一些成效，令當時排名最高的5條路線大部分已跌出首5名。其中山手線高峰期乘車率更已跌出首10名。但情況尚未改善至令人滿意的地步。